# Piazza delle Erbe (gruppo musicale)
I Piazza delle Erbe sono stati un gruppo musicale progressive rock italiano, attivo negli anni '70; la loro esperienza è stata definita "una significativa storia musicale".

## Storia del gruppo
Il gruppo si formò a Cremona nel 1971; nel 1973 scrivono la colonna sonora per uno spettacolo del Teatro Zero di Crema, Saltaranocchio, ispirato a un racconto di Edgar Allan Poe, da cui nasce la loro partecipazione, nello stesso anno, al III Festival di musica d'avanguardia e di nuove tendenze, che si svolse a Napoli dal 7 al 10 giugno 1973 presso la Mostra d'Oltremare.
Nel 1976 preparano un'ulteriore colonna sonora, per un nuovo spettacolo teatrale basato su La tragica storia del Dottor Faust di Christopher Marlowe, e l'anno successivo pubblicano il loro unico 33 giri, con la Intingo di Ricky Gianco, il concept album Saltaranocchio (cioè la colonna sonora di quattro anni prima), prodotto da Lucio Fabbri: il loro album nell'aprile 2014 è considerato tra i dischi prog italiani fondamentali secondo la rivista Classix.
Dopo lo scioglimento del gruppo Giorgio Bettinelli continuerà la carriera dapprima nei Pandemonium e poi da solista, per diventare infine un noto scrittore, mentre Lucio Fabbri diventa dapprima un session man e poi un arrangiatore e direttore d'orchestra.

## Formazione
- Michele Diliberto - voce, flauto, sassofono
- Andrea Bellani - voce, chitarra
- Bruno Mori - voce, basso, mandolino
- Flavio Arpini - voce, tastiere, violoncello
- Giorgio Bettinelli - voce
- Roberto De Giuseppe - voce
- Stefano Erfini - percussioni, chitarra
- Lucio Fabbri - voce, violino, tastiere
- Lisi Gallini - voce
- Mario Petrò - batteria, percussioni

## Discografia
- 1977: Saltaranocchio (Intingo)